# Terradessus
Terradessus là một chi bọ cánh cứng trong họ Dytiscidae.
Chi này được Watts miêu tả khoa học năm 1982.

## Các loài
Chi này gồm các loài:
- Terradessus anophthalmus Brancucci & Monteith, 1997
- Terradessus caecus Watts, 1982